# Romería de los Santos Mártires de Valdecuna
La Romería de los Santos Mártires de Valdecuna es una fiesta española que se celebra cada año el 27 de septiembre en los alrededores del Santuario de San Cosme y San Damián de Insierto, en el Valle de Cuna y Cenera de Asturias. En 1969 fue declarada de Fiesta de Interés Turístico.

## Descripción
La fiesta se realiza en honor a San Cosme y San Damián. Las celebraciones comienzan cada año el 18 de septiembre con una novena. El 26 de septiembre se realizan pasacalles de gaitas, tambores y grupos folclóricos en Insierto, además del pregón y la imposición de bandas a las damas de honor elegidas por el pueblo, la Xana y las Xanines.

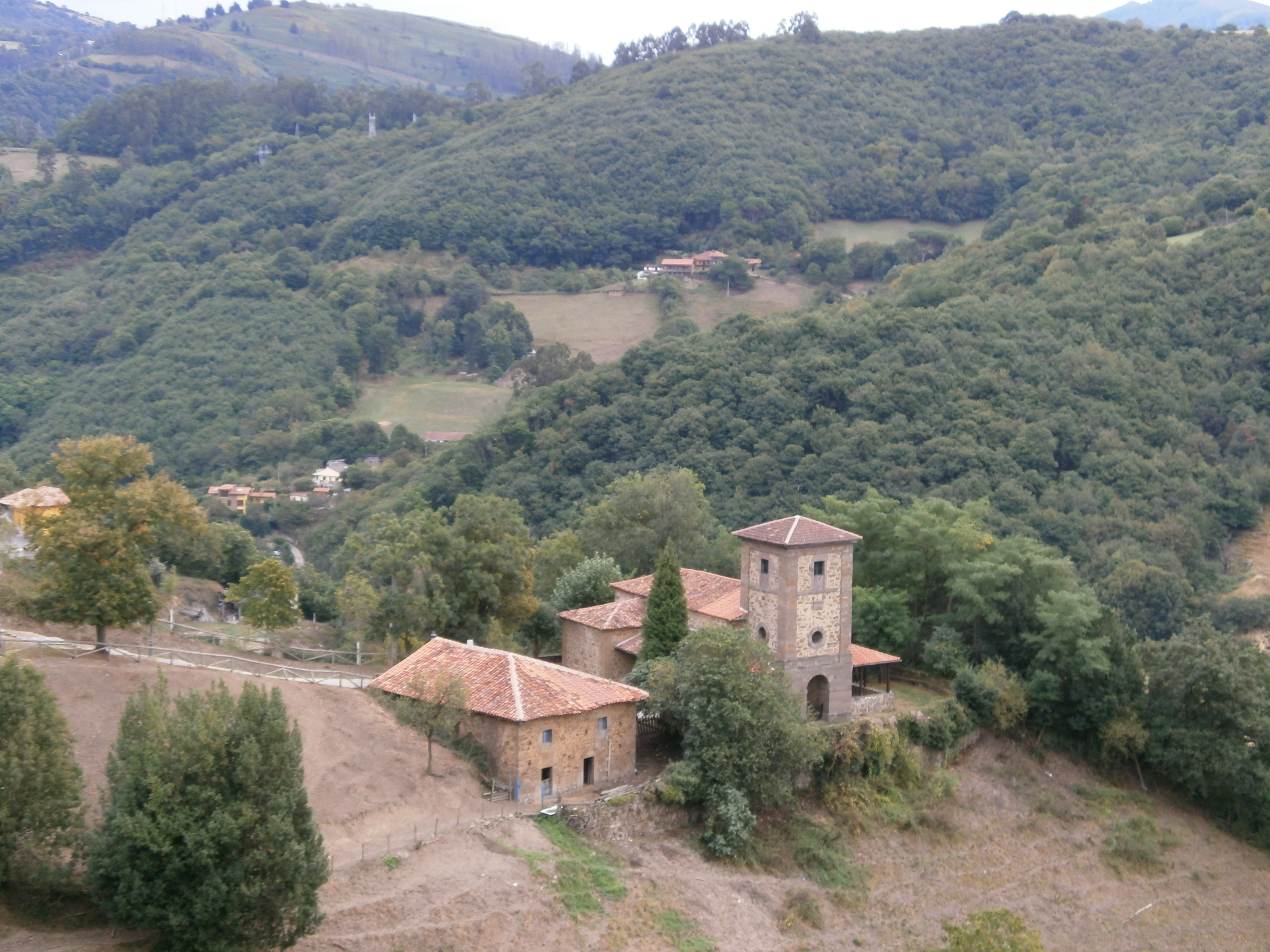
Entorno del Santuario de San Cosme y San Damián en Asturias, donde se celebra anualmente la romería Romería de los Santos Mártires de Valdecuna

El 27 de septiembre es el día de la romería, que da comienzo a las 7 de la mañana con la primera misa en el Santuario de San Cosme y San Damián, que se repite cada media hora. A medio día se celebra la misa mayor y a continuación, la procesión de los Santos en torno al Santuario. Después, los romeros realizan una comida campestre en los alrededores, y se realizan otros actos lúdicos, como la puya'l ramu (la puja del ramo en español, durante la que se subasta pan de escanda, alimento típico de la zona), concursos en parejas y el Concurso de Baile a lo Suelto, de baile regional asturiano.
Al día siguiente, el 28 de septiembre, se le denomina “Los martirinos”, celebrándose juegos infantiles y un festival de tonada.

## Reconocimientos
La fiesta fue declarada de Interés Turístico en 1969. El cantautor Víctor Manuel compuso La Romería, una canción inspirada en esta fiesta.